# 天马站
天马站是位于云南省祥云县云南驿镇天马村的一个铁路车站，邮政编码672102。车站建于2000年，有广大铁路经过该站，现仅办理货运，不办理客运业务，车站及其上下行区间均未电气化。车站距离广通站153公里，隶属昆明铁路局，是四等站。